# Poção
Poção là một đô thị thuộc bang Pernambuco, Brasil. Đô thị này có diện tích 212,18 km², dân số năm 2007 là 10896 người, mật độ 51,35 người/km².